# 流束
流束（りゅうそく、英: flux）とは、流れの中、あるいはベクトル場を流れに見たてたときに、そこで流れているものの量であり、単位時間毎の検査面通過量である。英語のままフラックスとも呼ばれる。輸送現象に限らず様々なベクトル場について流束は定義して扱われ、かならずしも何らかの実体が流れているとは限らない。なお、単位面積あたりの流束である流束密度（flux density）を指して単に流束と呼ぶことも珍しくない。

## 概要
任意の時刻 t と位置 x について速度場 v(t, x)、密度場 ρ(t, x) の流れ場の中にある断面 S を時間あたりに通り抜ける流体はその通過する質量
{\displaystyle M_{S}(t)=\int _{S}(\rho {\boldsymbol {v}}\cdot {\boldsymbol {n}})\,dS}
で表される。これがある意味で”本来の”流束であり、質量流量とも呼ばれ、単位は[kg/s]である。また、このときの S を狭めて極限をとるときの MS / S が流束密度（単位:kg/m2s）であるが、これは結局 ρ v に等しく、もっぱら質量流束（mass flux）（厳密には質量流束密度）と呼ばれる。
この流束（質量流量）の概念を、流れ場から他のベクトル場へ拡張し一般化したものが本項の流束である。
密度を伴うベクトル場 A(t, x) においては、断面 S を貫く流束は
{\displaystyle \varPhi _{S}(t)=\int _{S}({\boldsymbol {A}}\cdot {\boldsymbol {n}})\,dS}
で定義される。

流束は流れている実体の保存性と直接関連付けられ、領域 V の外との境界すなわち表面を ∂V とするとき、V 内の実体の減少は境界 ∂V における外向き流束と等しい。
{\displaystyle \varPhi _{\partial V}=-{\frac {dQ_{V}}{dt}}}
移動現象のモデル化においてしばしば線形近似が用いられる。このとき流束は対応するポテンシャル U の差に比例する。
この関係は比例係数 Z を導入して
{\displaystyle \varPhi ={\frac {1}{Z}}\,\Delta U}
と書かれる。この Z をインピーダンスと呼ぶ。
| 流束（SI単位）                       | 流束密度（SI単位）                                | 流れる量 （SI単位） | ポテンシャル（SI単位） | 備考                               |
| ------------------------------------ | ------------------------------------------------- | ------------------- | ---------------------- | ---------------------------------- |
| 質量流量（kg/s）                     | 質量流束密度（kg/m2 s）                           | 質量（kg）          | 圧力差（Pa）           |                                    |
| 体積流量（m3/s）                     | 速度（m/s）                                       | 体積（m3）          | 圧力差（Pa）           | ダルシーの法則など                 |
| 運動量流束＝力 (N)                   | 運動量流束密度＝応力（Pa）                        | 運動量（kg m/s）    |                        | ニュートンの粘性法則など           |
| エネルギー流束（W）                  | エネルギー流束密度（W/m2）                        | エネルギー（J）     |                        |                                    |
| 熱流束（W）                          | 熱流束密度（W/m2）                                | 熱（J）             | 温度差（K）            | フーリエの法則、熱伝導方程式など   |
| 放射束（W）                          | 放射発散度（W/m2）                                | 放射エネルギー（J） |                        | シュテファン＝ボルツマンの法則など |
| 音響パワー（W） （音響エネルギー束） | 音響インテンシティ（W/m2） (音響エネルギー束密度) | 音響エネルギー（J） |                        |                                    |
| 電流（A）                            | 電流密度（A/m2）                                  | 電荷（C）           | 起電力（V）            | オームの法則など                   |
| 磁束（Wb）                           | 磁束密度（T）                                     |                     | 起磁力（A）            | マクスウェルの方程式など           |
| 電束（C）                            | 電束密度（C/m2）                                  |                     |                        | マクスウェルの方程式など           |
| 拡散流束（mol/s）                    | 拡散流束密度（mol/m2 s）                          | 物質量（mol）       | 濃度差                 | フィックの法則など                 |
| 光束（lm）                           | 光束発散度（lm/m2）                               | 光量（lm s）        |                        |                                    |